# Карл Ферстль
Карл Ферстль (нім. Karl Ferstl, 31 грудня 1945) — австрійський яхтсмен.
Срібний призер Олімпійських Ігор 1980 року в класі «Зоряний», учасник Олімпійських Ігор 1984 року в тому ж класі.